# 位图
，是使用像素数组(Pixel-array/Dot-matrix點陣)来表示的图像。

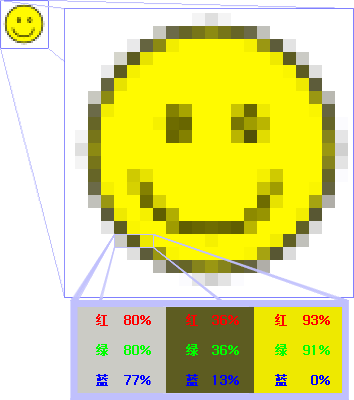
位图與其放大細節

位图的像素都分配有特定的位置和颜色值。每个像素的颜色信息由RGB组合或者灰度值表示。
根据色彩深度，可将位图分为1、4、8、16、24及32位图像等。每个像素使用的信息位数越多，可用的颜色就越多，颜色表现就越逼真，相应的数据量越大。例如，位深度为 1 的像素位图只有两个可能的值（黑色和白色），所以又称为二值位图。位深度为 8 的图像有 28（即 256）个可能的值。位深度为 8 的灰度模式图像有 256 个可能的灰色值。
RGB图像由三个颜色通道组成。8 位/通道的 RGB 图像中的每个通道有 256 个可能的值，这意味着该图像有 1600 万个以上可能的颜色值。有时将带有 8 位/通道 (bpc) 的 RGB 图像称作 24 位图像（8 位 x 3 通道 = 24 位数据/像素）。通常将使用24位RGB组合数据位表示的位图称为真彩色位图。
BMP文件是微软公司所开发的一种交换和存储数据的方法，各个版本的Windows都支持BMP格式的文件。Windows提供了快速、方便的存储和压缩BMP文件的方法。BMP格式的缺点是，要占用较大的存储空间，文件尺寸太大。

## 编码方式

### RGB
位图颜色的一种编码方法，用红、绿、蓝三原色的光学强度来表示一种颜色。这是最常见的位图编码方法，可以直接用于屏幕显示。

### CMYK
位图颜色的一种编码方法，用青、品红、黄、黑四种颜料含量来表示一种颜色。常用的位图编码方法之一，可以直接用于彩色印刷。

## 索引颜色/颜色列表
位图是一种常用的压缩方法。从位图图片中选择最有代表性的若干种颜色（通常不超过256种）编制成颜色列表，然后将图片中原有颜色用颜色表的索引来表示。这样原图片可以被大幅度有损压缩。适合于压缩网页图形等颜色数较少的图形，不适合压缩照片等色彩丰富的图形。

## 阿尔法通道
在原有的图片编码方法基础上，增加像素的透明度信息。图形处理中，通常把RGB三种颜色信息称为红通道、绿通道和蓝通道，相应的把透明度称为Alpha通道。多数使用颜色表的位图格式都支持Alpha通道。

## 色彩深度
色彩深度又叫色彩位数，即位图中要用多少个二进制位来表示每个点的颜色，是分辨率的一个重要指标。常用有1位（单色），2位（4色，CGA），4位（16色，VGA），8位（256色），16位（增强色），24位和32位（真彩色）等。色深16位以上的位图还可以根据其中分别表示RGB三原色或CMYK四原色（有的还包括Alpha通道）的位数进一步分类，如16位位图图片还可分为R5G6B5，R5G5B5X1（有1位不携带信息），R5G5B5A1，R4G4B4A4等等。

## 範例
這裡以大寫字母「J」來展示點陣圖：
J
靠近看這個字母會像這個樣子，這裡我們用「X」與「_」這兩個字元來表示像素的格子：
```
_____X
_____X
_____X
_____X
_____X
_____X
X____X
X____X
_XXXX_
```

从電腦的角度來看更接近下面這個樣子，即上圖中的「_」以0代替，「X」以1代替：
```
000001
000001
000001
000001
000001
000001
100001
100001
011110
```

用圖形實例展示，把放大5倍：、10倍：與20倍：
由此例很容易发现，位图文件在放大后品質明显下降。而矢量图（如SVG）则不存在这种问题。

## 参見
- 位图图像编辑器